# UFC 67
UFC 67: All or Nothing foi um evento de artes marciais mistas promovido pelo Ultimate Fighting Championship, ocorrido em 3 de fevereiro de 2007 no Mandalay Bay Events Center em Paradise, Nevada. A luta principal foi entre Anderson Silva e Travis Lutter no peso-médio.

## Resultados
Nota 1  A luta estava programada para ser pelo Cinturão Peso-Médio do UFC, mas foi alterada para um confronto não válido pelo título, pois Travis Lutter pesou acima do limite da categoria (84 kg).

## Bônus da Noite
- Luta da Noite:  Frankie Edgard vs.  Tyson Griffin
- Nocaute da Noite:  Terry Martin

## Ligações Externas
1. ↑  Nota 1